# Кильна (село)
Кильна — упраздненное село в Буинском районе Татарстана.

## География
Располагалось на левом берегу реки Кильны, недалеко от места ее впадения в реку Свиягу.

## История
В 1652 году Кильнинской острожек на речке Кильне принадлежал Ивану Семеновичу и Никифору Ефимовичу Колодничим.
В 1678 году деревня Кильна Свияжского уезда принадлежала Автомону Никифоровичу Колодничему.
В 1702 году А. И. Анненков перевел своих крестьян, как доставшихся ему от А. Н. Колодничего в качестве приданного, так и купленных у Ф. М. Есипова, из села Знаменского Кильны тож в село Знаменское Рызлей тож.
В 1710 году, на момент проведения подворной переписи, в селе Кильне, Каменского стана, Свияжского уезда был 1 помещик: Ф. М. Есипов. В селе было 6 крестьянских дворов.
В 1717 году, на момент проведения ландратской переписи, в селе Кильне, Каменского стана, Свияжского уезда был 1 помещик: Ф. М. Есипов. В селе было 86 крестьян в 9 дворах: 40 мужчин и 46 женщин.
В 1780 году было создано Симбирское наместничество и село Килна при речке Килне перешло из Свияжского уезда в Симбирский уезд. По ревизским сказкам в селе было 64 души помещичьих крестьян.
В 1795 году, на момент проведения 5-й подушной переписи, в сельце Кильне проживало 102 крестьянина мужского пола.
В 1798 году, на момент генерального межевания, сельцо Кильна относилось к Буинскому уезду Симбирской губернии и находилось во владении Веры Петровны Есиповой. 
В 1811 году, на момент проведения 6-й подушной переписи, в сельце Килне Знаменском тож, Буинской округи, Симбирской губернии был 1 помещик: Н. П. Есипов. В селе проживал 107 крестьян мужского пола.
В 1850 году, на момент проведения 9-й подушной переписи, в сельце Знаменском Кильне тож, Буинского уезда, Симбирской губернии была 1 помещица: А. А. Есипова. В селе проживало 214 крестьян: 104 мужчины и 110 женщин.
В 1970-х годах село упразднено.

### Административно-территориальная принадлежность
В начале 1900-х входило в состав Бурундуковской волости, Буинского уезда, Симбирской губернии.
С 1938 по 1950-е годы входило в состав Русско-Кищакского сельсовета Больше-Тарханского района Татарской АССР.
В начале 1950-х передано в состав Киятского сельского поселения Буинского района.